# 奥利布里乌斯
奥利布里乌斯（Anicius Olybrius，—472年），罗马帝国西部的皇帝（472年在位仅七个月）。

## 生平

### 家庭和早年经历
奥利布里乌斯出身罗马贵族。他之所以能登上帝位，是因为他娶了普拉西狄亚为妻。这位普拉西狄亚，是瓦伦丁尼安三世的女儿，继承了狄奥多西大帝的血脉。
454年，也就是奥利布里乌斯与普拉西狄亚结婚的这一年，瓦伦丁尼安三世杀害了埃提乌斯，然后瓦伦丁尼安三世自己也被杀。此后，佩特罗尼乌斯·马克西穆斯登上帝位。同一年内，汪达尔军队攻入罗马，佩特罗尼乌斯·马克西穆斯被杀。汪达尔军队将瓦伦丁尼安三世的家人也一同掠往北非迦太基，包括瓦伦丁尼安三世的妻子和两个女儿——优多克西娅和普拉西狄娅，此时，奥利布里乌斯本人则在君士坦丁堡。

### 帝位候选人
此后罗马政局突变，先是高卢的阿维图斯继位为帝，然后相继是马约里安、利比乌斯·塞维鲁和安特米乌斯。期间，在迦太基的优多克西娅嫁于汪达尔国王盖萨里克的儿子胡内里克，他们的儿子希尔德里克后来也即位为汪达尔国王。
妹妹普拉西狄娅被放回君士坦丁堡，得已与奥利布里乌斯团聚。由于普拉西狄亚是瓦伦丁尼安三世女儿，继承了狄奥多西大帝的血脉，所以普遍认为奥利布里乌斯是继承帝位的有力候选人。

### 登基称帝
西罗马皇帝安特米乌斯在位的最后几年，与意大利实际掌握兵权的里西默发生矛盾，并引起冲突，里西默于是发兵攻打罗马，围困安特米乌斯。这时，奥利布里乌斯离开君士坦丁堡来到意大利，在里西默兵营里被推举为皇帝。
关于奥利布里乌斯如何成为皇帝，有两种说法，一种是指东罗马皇帝利奥一世派遣他来到意大利，调解里西默与安特米乌斯之间的冲突。因为他与汪达尔王室的关系，利奥一世担心奥利布里乌斯会与汪达尔人结盟，所以又写信安特米乌斯要求他杀死里西默与奥利布里乌斯，后面的这封信让里西默与奥利布里乌斯发现了，于是奥利布里乌斯反叛了利奥一世，并被里西默拥立为帝。另一种说法则与利奥一世无关，里西默一心想除掉安特米乌斯，就选择奥利布里乌斯为皇帝，这种选择也获得了汪达尔国王盖萨里克的支持。

### 统治与死亡
奥利布里乌斯的统治是短暂而平淡的。安特米乌斯死后不久，里西默也在8月病死。奥利布里乌斯仅仅统治了数月便也病死，一说逝世日期为11月2日。
| 奥利布里乌斯 出生于：約420年逝世於：472年 | 奥利布里乌斯 出生于：約420年逝世於：472年 | 奥利布里乌斯 出生于：約420年逝世於：472年 |
| 統治者頭銜                                | 統治者頭銜                                | 統治者頭銜                                |
| ----------------------------------------- | ----------------------------------------- | ----------------------------------------- |
| 前任者： 安特米烏斯                       | 西羅馬帝國皇帝 472年                      | 繼任者： 格利凱里烏斯                     |

1. ↑  Skvortsov, A.M. . Magistra Vitae: an electronic journal on historical sciences and archeology. 2021, (1)  [2025-06-14]. ISSN 2542-0275. doi:10.47475/2542-0275-2021-0108.